# Doris D
Doris D (nacida Debbie Jenner; Skegness, 22 de febrero de 1959) es una cantante y bailarina británica que desarrolló su carrera en los Países Bajos.

## Biografía
Jenner nació en Skegness, Inglaterra, y se instaló en los Países Bajos a la edad de 20 años para iniciar allí una escuela de ballet. Allí, fue bailarina destacada en el programa de televisión de música pop neerlandés TopPop, y trabajó con el girl group (grupo femenino) neerlandés Babe. En 1980 le pidieron que se convirtiera en la cara de la banda de estudio Lipps Inc. en los Países Bajos, que tuvo un gran éxito con «Funkytown», canción a la cual hacía sincronía de labios.
En la primavera de 1980, dicha canción alcanzó la posición número 1 en los Países Bajos en las tres listas de éxitos de la estación de radio pública holandesa Hilversum 3: el Nederlandse Top 40 (el Top 40 holandés), el Hitparade nacional y el Top 50 de TROS. También llamó la atención de Piet Souer, productor del grupo femenino Luv', y le pidió que se convirtiera en la cantante principal de un nuevo grupo femenino que formó llamado Doris D & The Pins. La primera canción que cantó Jenner para el grupo fue «Shine Up», que ya estaba terminada cuando se unió al proyecto. Los coros de la canción fueron proporcionados por la cantante Trudy van den Berg, conocida como Saskia de Saskia & Serge. El nombre artístico Doris D era una alusión a Doris Day. En febrero de 1981, el álbum alcanzó la posición número 1 tanto en el Top 40 holandés como en el Top 50 de TROS. En el National Hitparade alcanzó la segunda posición. Después de que el siguiente sencillo «Dance On» alcanzara el número 2 en el Top 40 holandés, el éxito del grupo comenzó a declinar lentamente en 1981 con «The Marvelous Marionettes» solo alcanzando el número 8, seguido de un álbum en el que, además de Jenner, también se podía escuchar como cantantes a Van den Berg, Jody Pijper y la cantante de Luv' José Hoebee.
Después de que la formación original de The Pins se separó de Jenner en 1982 y continuaron de forma independiente bajo el nombre de Risqué, Jenner armó un nuevo The Pins con bailarinas de Inglaterra. Sin embargo, no se pudo escuchar a Jenner en el siguiente sencillo, «Jamaica». Después de eso, las cosas se deterioraron rápidamente para la banda. En 1983, Jenner, bajo el nombre de Doris D, lanzó un LP de instrucción de aeróbicos que se hizo muy popular. Después de un regreso con otra nueva formación de The Pins en 1984 que solo obtuvo un éxito modesto, el grupo se separó definitivamente en 1985, y al año siguiente Jenner renunció a su carrera como cantante para concentrarse por completo en la coreografía, incluyendo para Dolly Dots, y videos instructivos de aeróbicos. En 1986 coreografió la película Mama is boos! («¡Mamá está enojada!») y la serie de televisión Reagan: Let's Finish the Job de Edwin de Vries. Además, apareció como actriz con su propio nombre en la película de comedia para televisión Daar gaat de bruid («Ahí va la novia»), junto a Allard van der Scheer, Ina van Faassen, Pieter Lutz y Lex Goudsmit.
A principios de la década de 1990, se lanzaron dos CD recopilatorios de Doris D & The Pins. En 1998, Jenner actuó con las Pins originales en un concierto de reunión único en honor a los Gay Games de 1998, que se llevó a cabo en Ámsterdam.
Desde el año 2000 se dedica casi exclusivamente a la impartición de cursos y talleres de Pilates. Abrió su primer estudio en Ámsterdam y recibió como clientes a varios artistas conocidos y atletas de élite. En 2002, Jenner recibió un Lifetime Achievement Award de la EFAA por sus esfuerzos como pionera en el mundo del fitness durante las dos décadas anteriores. En 2013, regresó a Inglaterra para vivir en el campo, pero todavía viaja a los Países Bajos para capacitar y enseñar a instructores y fisioterapeutas. Desde abril de 2020, también imparte clases en línea a consumidores e instructores a través de «Deb's Online Health Club».

## Discografía

### Con Doris D & The Pins

#### Álbumes
- Doris D & The Pins (1981)
- Aerobic Dancing with Doris D (1983)
- Starting at the End (1984)
- Shine Up & Other Great Hits (1991)
- The Very Best Of (1992)

#### Sencillos
- «Shine Up» (1980) (Semanas: 21, N.º más alto: 15)[3]
- «Dance On» (1981) (Semanas: 11, N.º más alto: 39)[3]
- «The Marvellous Marionettes» (1981)
- «Jamaica» (1982)
- «Who Cares» (1982)
- «Girlfriend» (1983)
- «Everybody's Doing Their Thing (Hula Hoop)» (1983)
- «Starting at the End» (1984)
- «Heartache» (1984)
- «Men Like Big Girls» (1984)

## Filmografía
- Daar gaat de bruid (1986) - Polly